# Grace Pailthorpe
Grace Winifred Pailthorpe, née le 29 juillet 1883 à St Leonards-on-Sea et morte 19 juillet 1971 dans la même ville, est une peintre surréaliste, chirurgienne et chercheuse en psychologie britannique.

## Biographie

### Jeunesse et Première Guerre mondiale
Grace Winifred Pailthorpe nait à St Leonards-on-Sea dans le Sussex en 1883,. Elle est la troisième et seule fille des dix enfants nés d'Edward Wright Pailthorpe, un courtier en bourse, et d'Anne Lavinia Pailthorpe née Green, une couturière, tous deux membres des Frères de Plymouth, une secte religieuse puritaine et rigoriste,. Les Frères de Plymouth étant un groupe séparatiste, les enfants Pailthorpe sont donc scolarisés à la maison pour limiter leur exposition à la société extérieure à la secte au maximum. Après la mort d'Edward Pailthorpe en 1904, la famille déménage à Southport dans le Lancashire.
Grace Pailthorpe s'inscrit au Royal College of Music en 1908 mais décide rapidement d'étudier la médecine. En 1914, elle obtient son diplôme de médecin à l'hôpital Royal Victoria de Newcastle upon Tyne, diplôme décerné par l'université de Durham.
Pendant la Première Guerre mondiale, elle s'engage le 4 août 2014 et sert avec distinction comme chirurgienne dans les hôpitaux militaires à Londres, Paris et Liverpool. En 1915, elle travaille aux côtés de Henry Tonks et de John Masefield, à l'hôpital temporaire d'Arc-en-Barrois dans le département de la Haute-Marne en France. En 1916, elle est mutée en tant que chirurgienne à l'hôpital des femmes écossaises de Salonique où elle exerce d'août à octobre,.

### Carrière
Après la guerre, Grace Pailthorpe parcourt le monde, elle passe notamment quatre années de 1918 à 1922 à Youanmi en Australie-Occidentale comme médecin de district. Elle travaille également comme médecin pour une société d'exploitation aurifère en Australie,.
De retour en Angleterre en 1922, elle commence à étudier la médecine psychologique et l'analyse freudienne, notamment par le biais de recherches sur la psychologie criminelle à la prison de Birmingham. En 1923, avec une subvention du conseil de la recherche médicale, elle continue ses recherches à la prison pour femmes de Holloway. La même année, elle publie un article sur le comportement délinquant dans The Lancet et devient associée de la Société britannique de psychanalyse. Elle continue à publier des livres et des articles sur la psychologie de la délinquance et, en 1931, a créé l'Association pour le traitement scientifique des criminels, aujourd'hui Clinique Portman, désormais intégrée au système de santé national britannique, ainsi qu'au Centre d'études sur la criminalité et la justice (en). L'Association est la première au monde à promouvoir une approche scientifique de la délinquance et compte parmi ses vice-présidents Carl Jung, H. G. Wells et Sigmund Freud,. En 1932, elle publie deux articles sur ses recherches à la prison de Holloway et, en 1934, elle reprend la prise de patients en analyse privée.
En 1935, Grace Pailthorpe rencontre Reuben Mednikoff (en), avec qui elle commence des recherches sur la psychologie de l'art. Mariés et vivants à Port Isaac dans le comté du Cornouailles, le couple entreprend des expériences de psychanalyse et crée des œuvres d'art surréaliste. Elle contribue à l'Exposition surréaliste internationale (en) qui se tient à Londres en 1936 et contribue également à d'autres expositions et publications surréalistes, telles que le London Bulletin. Ses peintures et dessins sont grandement salués notamment par André Breton,.
En 1938, Grace Pailthorpe publie The Scientific Aspect of Surrealism qui ne reçoit pas un accueil favorable de la part des autres artistes surréalistes britanniques. Dans cet ouvrage et les suivants, elle défend la théorie selon laquelle le surréalisme et la psychanalyse sont des moyens de libération personnelle et de développement de la créativité artistique et de la liberté d'expression,. Elle et Reuben Mednikoff ont étudié l'art de l'autre pour déterminer les associations derrière chaque image, considérant cela comme une alternative à l'analyse conventionnelle, en échangeant les rôles de patient et d'analyste tous les quinze jours,. Bien qu'elle ait présenté les résultats de ces études non conventionnelles lors de conférences à des collègues, elles ne sont pas publiées de son vivant. Après une série de désaccords concernant l'organisation et l'espace d'exposition, Grace Pailthorpe et Reuben Mednikoff sont « formellement » exclus du groupe des Surréalistes britanniques en 1940,.
En juillet 1940, le couple quitte la Grande-Bretagne pour New York puis se rend en Californie. De septembre 1942 à avril 1943, elle travaille à l'hôpital psychiatrique d'Essondale, en Colombie-Britannique au Canada, puis le couple tient une exposition commune en 1944 à la Galerie d'art de Vancouver. Cette exposition, qui contient plus de quatre-vingts œuvres, a eu une influence non négligeable sur le développement du surréalisme dans l’Ouest canadien,. Parallèlement à l'exposition, elle donne un certain nombre de conférences sur le surréalisme, dont une diffusée par la Société Radio-Canada,.
Le couple revient en Angleterre en mars 1946. De 1948 à 1952, Grace Pailthorpe est consultante en psychiatrie à la clinique Portman, avec son mari comme assistant. Elle dirige également une école d'art-thérapie de 1950 à 1958, période dans laquelle elle déménage dans le Sussex.

### Mort et héritage
Grace Pailthorpe meurt le 19 juillet 1971. En 1986, la Leeds City Art Gallery (en) l'inclut dans l'exposition Angels of Anarchy - Surrealism in Britain in the Thirties, ainsi que dans l'exposition Women Artists of the British Surrealist Movement, 1930-1990 en 1992. Une rétrospective commune avec son mari, Sluice Gates of the Mind (Les Vannes/ portes de l'esprit, en français), est organisée par la même galerie d'art en 1998. En 2019, le Camden Arts Centre réalise une exposition des œuvres du couple intitulée A Tale of Mother's Bones: Grace Pailthorpe, Reuben Mednikoff and the Birth of Psychorealism. En 2021, l'exposition Fertile Spoon présentée par la Bosse et Baum Gallery montre des œuvres de Grace Pailthorpe aux côtés de celles de l'artiste contemporaine Mary Stephenson.
Dans son roman Salonika Burning, paru en 2022, l'écrivaine australienne Gail Jones met en scène Grace Pailthorpe et ses expériences en Macédoine, pendant la Première Guerre mondiale, sous le nom de « Grace », processus de mise en fiction que Jones impose également à l'écrivain australien Miles Franklin, au peintre britannique Stanley Spencer et de l'aventurière australienne Olive King (en).

## Œuvre
- (en) « The Scientific Aspect of Surrealism », London Bulletin, no 7,‎ décembre 1938-janvier 1939 (lire en ligne).